# Eucinostomus argenteus
Eucinostomus argenteus är en fiskart som beskrevs av Baird och Girard, 1855. Eucinostomus argenteus ingår i släktet Eucinostomus och familjen Gerreidae. Inga underarter finns listade i Catalogue of Life.